# Musée des Beaux-Arts de Laval
 (avril 2018).
Le musée des Beaux-Arts de Laval est un musée municipal français créé en 1899, situé dans l'enceinte du Vieux-Château de Laval (Mayenne).

## Historique
La Ville de Laval conserve dans ses réserves une importante collection de beaux-arts. Cette collection a été constituée en majorité au cours du XIXe siècle. En 1836 tout d’abord, le maire de Laval, Querruau-Lamerie, demande au ministère l’obtention de quelques œuvres, souhaitant décorer le nouvel hôtel de ville, et former ce qu’il espère être un commencement de musée. En 1849, c’est le conseil général qui sollicite le ministère, afin que la Ville obtienne en dépôt quelques-unes des œuvres du musée du Louvre. Lui sont alors envoyées les trois premières œuvres des collections « beaux-arts » de Laval : deux vues de Paris par Timoléon Bernard-d’Origny, et une copie de l’Autoportrait de Rembrandt par Charles de Serres. 
Au cours des décennies suivantes, les collections de Laval s’enrichissent à nouveau de dépôts de l'État : divers tableaux, sculptures, médailles sont adressés à Laval, qui ne s’est pourtant pas encore dotée d’un musée de beaux-arts. Ces objets d’art sont disséminés dans l’hôtel de ville. 
En 1879, la Ville de Laval conserve une centaine d’œuvres (tableaux, sculptures, dessins et gravures). Lorsque l’inspecteur des beaux-arts, Arthur Baignères, visite l’hôtel de ville, il demande à ce qu’un bâtiment soit aménagé afin que le musée naisse enfin. Quelques années plus tard, le peintre Charles Landelle, originaire de Laval, se rapproche de la municipalité promettant de faire un don important à la Ville si un nouveau musée y est érigé. En 1885, la municipalité fait l’acquisition d’un terrain place de Hercé, la propriété de la Perrine, dans le but d’y construire un bâtiment pour accueillir les collections. Un palais des arts, dans le style néo-grec, y est construit par Léopold Ridel, architecte départemental de la Mayenne. Le musée des Beaux-Arts de Laval est inauguré en 1899. 
Au fil des décennies, la collection s’est considérablement enrichie, constituant un musée encyclopédique comprenant plus de 20 000 œuvres et objets, dont 400 peintures, 1 600 dessins, 730 gravures, 600 armes, 750 céramiques européennes, 795 objets antiques et 200 objets d’ethnographie asiatique et africaine.
Aujourd’hui, l'ensemble est totalement conservé en réserve. Le fonds fait l'objet de prêts réguliers ou est exploité dans le cadre d'expositions temporaires organisées par le service des musées de Laval.